# Cigarettes After Sex
Cigarettes After Sex — це американський ембієнт гурт, створений у 2008 році в Ель-Пасо, Техас, Грегом Гонсалесом. Гурт відомий своїм ефірним, закоханим та часто сновидчим музичним стилем, а також текстами, які зазвичай зосереджені на темах романтики та любові. Голос Гонсалеса часто описують як "андрогінний". Хоча гурт рекламується як амбієнт-поп колектив, їх також відносять до жанрів шугейз, слоукор та інді-рок.
Дебютний міні-альбом (EP) гурту під назвою I. вийшов у 2012 році, а пісня "Nothing's Gonna Hurt You Baby" стала несподіваним хітом завдяки комерційній ліцензії. Після випуску синглу "Affection" у 2015 році гурт презентував свій однойменний дебютний студійний альбом у 2017 році, який отримав позитивні відгуки. Другий студійний альбом Cigarettes After Sex, Cry, вийшов у 2019 році. Третій альбом, X's, був випущений 12 липня 2024 року.

## Історія
Cigarettes After Sex був заснований Грегом Гонсалесом у Ель-Пасо, Техас, у 2008 році. Перший EP, I., Гонсалес записав на сходах університету, де навчався, назвавши цей досвід "випадковим експериментом".
Гонсалес зазначив, що назва гурту виникла під час "дружніх стосунків з певними перевагами" з жінкою, яка курила після їхніх зустрічей. Міталі Шах з Harper's Bazaar India вважає назву "дуже запам'ятовуваною", а Сара Кідд з Ambient Light Blog — "незабутньою".
Переїхавши до Брукліна, Гонсалес записав сингл "Affection" у 2015 році разом із кавером на "Keep On Loving You" гурту REO Speedwagon. Завдяки популярності на YouTube гурт здійснив виступи в Європі, Азії та США, випустивши свій дебютний альбом Cigarettes After Sex 9 червня 2017 року.
У серпні 2019 року гурт анонсував свій другий альбом, Cry, з синглом "Heavenly", який вийшов 25 жовтня. У 2020 році було випущено сингл "You're All I Want", а в листопаді 2022 року — "Pistol".
Липень 2023 року приніс сингли "Bubblegum" і "Stop Waiting", а в грудні гурт представив кавер на пісню Radiohead "Motion Picture Soundtrack".
28 лютого 2024 року гурт оголосив про третій альбом X's та світове турне X's World Tour на його підтримку, яке триватиме до 2025 року. Головний сингл "Tejano Blue", натхнений роками в рідному місті Гонсалеса, вийшов того ж дня. Пізніше були випущені "Dark Vacay" (16 квітня 2024) і "Baby Blue Movie" (4 червня 2024). X's вийшов 12 липня 2024 року та отримав позитивні відгуки.

## Музичний стиль та впливи
У матеріалі для Noisey від Vice Христина Какуріс описує Cigarettes After Sex як "елементальний, туманий та романтичний гурт, але з нальотом нуару під андрогінним голосом Гонсалеса", а також "солодкий та сентиментальний". За її словами, "назва гурту натякає на атмосферу лежання в ліжку, але їхні амбієнтні якості не заважають музиці бути такою, під яку можна танцювати".
Гонсалес називає Франсуазу Гарді своєю улюбленою співачкою, а Майлза Дейвіса — одним з тих, хто значно вплинув на нього. У інтерв'ю з Sound of Boston він також відзначив фільми, такі як "Пригоди" та "Двоє життя Вероніки", які вплинули на настрій та звучання музики в "Affection" і їхньому альбомі. До впливів гурту він також відносить альбом Cowboy Junkies "The Trinity Session", Джулії Круз та Cocteau Twins. Музичний блог Eardrums Music описує гурт як "повільний, мрійливий та красивий з чудовими, ніжними вокалами та дуже добрими текстами", порівнюючи його з Mazzy Star. Блогери з Swell Tone характеризують Cigarettes After Sex як гурт, що створює "меланхолійний, повільний поп, який ніжно занурює слухача в байдужий транс".
Оглядаючи "Affection" для Independentmusicnews.com, Джей Пайл підсумовує, що "у звуці Cigarettes After Sex є така інтимність, що неможливо не відчути її в глибині душі".

## Учасники
З моменту заснування у 2008 році до складу групи входили різні члени та співробітники на чолі з Грегом Гонсалесом.

### Нинішні учасники
- Грег Гонсалес - засновник, вокал, електрогітара, акустична гітара
- Рендалл Міллер - бас
- Джейкоб Томський - ударні

### Колишні учасники
- Філіп Таббс - клавішні, електрогітара
- Грег Ліа - ударні
- Стів Херрада - клавішні
- Емілі Девіс - акустична гітара

## Дискографія
У 2012 році виходить мініальбом “I.”.
У 2015 група випускає сингл "Affection".
У 2016 виходить сингл "K."
У 2017 група випускає аж три сингли "Apocalypse", "Each Time You Fall in Love", "Sweet". В цьому ж 2017 році з’являються перший студійний альбом під назвою "Cigarettes After Sex".
У 2018 році група випускає ще три сингли "Crush", "Sesame Syrup" та "Neon Moon".
В травні 2019 виходить сингл "Heavenly", а 25 жовтня виходить другий студійний альбом під назвою "Cry":
У 2020 році гурт випустив сингл "You’re All I Want", а через два роки  у листопаді 2022 року — сингл "Pistol".
У липні 2023 року гурт випустив пару синглів "Bubblegum" і "Stop Waiting".
У грудні 2023 року гурт випустив кавер на пісню Radiohead "Motion Picture Soundtrack".
У 2024 році гурт анонсував свій третій студійний альбом "X's" і випустив головний сингл "Tejano Blue". Пісня була натхненна роками, які Гонсалес провів у рідному місті.

### Студійні альбоми
| Назва                | Деталі                                                                                         | Найвища позиція в чартах | Найвища позиція в чартах | Найвища позиція в чартах | Найвища позиція в чартах | Найвища позиція в чартах | Найвища позиція в чартах | Найвища позиція в чартах | Найвища позиція в чартах | Найвища позиція в чартах | Найвища позиція в чартах |
| Назва                | Деталі                                                                                         | США                      | Австралія                | Австрія                  | Бельгія                  | Франція                  | Німеччниа                | Нідерланди               | Португалія               | Швейцарія                | Велика Британія          |
| -------------------- | ---------------------------------------------------------------------------------------------- | ------------------------ | ------------------------ | ------------------------ | ------------------------ | ------------------------ | ------------------------ | ------------------------ | ------------------------ | ------------------------ | ------------------------ |
| Cigarettes After Sex | Реліз: Червень 9, 2017 Лейб: Partisan Формати: LP, CD, касета, цифрове завантаження            | 112                      | 81                       | 18                       | 5                        | 42                       | 38                       | 53                       | 21                       | 21                       | 27                       |
| Cry                  | Реліз: October 25, 2019 Лейб: Partisan Формати: LP, CD, касета, цифрове завантаження, стрімінг | 152                      | 61                       | 26                       | 8                        | 27                       | 29                       | 37                       | 1                        | 19                       | 36                       |
| X's                  | Реліз: Липень 12, 2024 Лейб: Partisan Формати: LP, CD, касета, цифрове завантаження, стрімінг  | 32                       | 32                       | 9                        | 8                        | 24                       | 7                        | 6                        | 7                        | 10                       | 12                       |

### Розширені видання
| Назва | Деталі                                                                                   | Найвища позиція в чартах |
| Назва | Деталі                                                                                   | Велика Британія          |
| ----- | ---------------------------------------------------------------------------------------- | ------------------------ |
| I.    | Реліз: Липень 21, 2012 Лейб: Self-released Формати: LP, CD, касета, цифрове завантаження | 2                        |

### Сингли
| Назва                        | Рік  | Найвища позиція в чатрах | Найвища позиція в чатрах | Найвища позиція в чатрах | Найвища позиція в чатрах | Найвища позиція в чатрах | Найвища позиція в чатрах | Найвища позиція в чатрах | Найвища позиція в чатрах | Найвища позиція в чатрах | Найвища позиція в чатрах | Сертифікація                                                              | Альбом               |
| Назва                        | Рік  | США                      | Бельгія                  | Канада                   | Франція                  | Німеччина                | Литва                    | Португалія               | Швеція Heat.             | Велика Британія Indie    | Billboard Global 200     | Сертифікація                                                              | Альбом               |
| ---------------------------- | ---- | ------------------------ | ------------------------ | ------------------------ | ------------------------ | ------------------------ | ------------------------ | ------------------------ | ------------------------ | ------------------------ | ------------------------ | ------------------------------------------------------------------------- | -------------------- |
| "Affection"                  | 2015 | —                        | —                        | —                        | —                        | —                        | —                        | —                        | —                        | —                        | —                        | Сингл без альбому                                                         |                      |
| "K."                         | 2016 | —                        | —                        | —                        | —                        | —                        | —                        | —                        | —                        | —                        | —                        | RIAA: Платина BPI: Срібло SNEP: Золото                                    | Cigarettes After Sex |
| "Apocalypse"                 | 2017 | 16                       | 85                       | 83                       | 87                       | 31                       | 27                       | 185                      | 10                       | 25                       | 130                      | RIAA: 2× Платина AFP: Платина BPI: Золото IFPI GRE: Платина SNEP: Платина | Cigarettes After Sex |
| "Each Time You Fall in Love" | 2017 | —                        | —                        | —                        | —                        | —                        | —                        | —                        | —                        | —                        | —                        |                                                                           | Cigarettes After Sex |
| "Sweet"                      | 2017 | —                        | —                        | —                        | —                        | —                        | —                        | —                        | —                        | —                        | —                        | BPI: Срібло                                                               | Cigarettes After Sex |
| "Crush"                      | 2018 | —                        | 86                       | —                        | —                        | —                        | —                        | —                        | —                        | —                        | —                        | Сингли поза альбомом                                                      |                      |
| "Neon Moon"                  | 2018 | —                        | —                        | —                        | —                        | —                        | —                        | —                        | —                        | —                        | —                        | Сингли поза альбомом                                                      |                      |
| "Heavenly"                   | 2019 | —                        | 64                       | —                        | 57                       | —                        | —                        | —                        | —                        | —                        | —                        |                                                                           | Cry                  |
| "Falling in Love"            | 2019 | —                        | —                        | —                        | —                        | —                        | —                        | —                        | —                        | —                        | —                        |                                                                           | Cry                  |
| "You're All I Want"          | 2020 | —                        | —                        | —                        | —                        | —                        | —                        | —                        | —                        | —                        | —                        | Сингли поза альбомом                                                      |                      |
| "Pistol"                     | 2022 | —                        | —                        | —                        | —                        | —                        | —                        | —                        | —                        | —                        | —                        | Сингли поза альбомом                                                      |                      |
| "Bubblegum"                  | 2023 | —                        | —                        | —                        | —                        | —                        | —                        | —                        | —                        | —                        | —                        | Сингли поза альбомом                                                      |                      |
| "Motion Picture Soundtrack"  | 2023 | —                        | —                        | —                        | —                        | —                        | —                        | —                        | —                        | —                        | —                        | Сингли поза альбомом                                                      |                      |
| "Tejano Blue"                | 2024 | —                        | —                        | —                        | —                        | —                        | —                        | —                        | —                        | —                        | —                        |                                                                           | X's                  |
| "Dark Vacay"                 | 2024 | —                        | —                        | —                        | —                        | —                        | —                        | —                        | —                        | —                        | —                        |                                                                           | X's                  |
| "Baby Blue Movie"            | 2024 | —                        | —                        | —                        | —                        | —                        | —                        | —                        | —                        | —                        | —                        |                                                                           | X's                  |

### Інші пісні, що потрапили до чартів та сертифіковані
| Назва                           | Рік  | Найвища позиція в чартах | Сертифікація | Альбом               |
| Назва                           | Рік  | Нова Зеландія            | Сертифікація | Альбом               |
| ------------------------------- | ---- | ------------------------ | ------------ | -------------------- |
| "Nothing's Gonna Hurt You Baby" | 2012 | —                        | BPI: Срібло  | I.                   |
| "Sunsetz"                       | 2017 | —                        | BPI: Срібло  | Cigarettes After Sex |
| "Cry"                           | 2019 | —                        | BPI: Срібло  | Cry                  |
| "X's"                           | 2024 | 32                       |              | X's                  |

### Demos
- I Can See You (2009)
- Cigarettes After Sex (Romans 13:9) (2011)